# Bray (Berkshire)

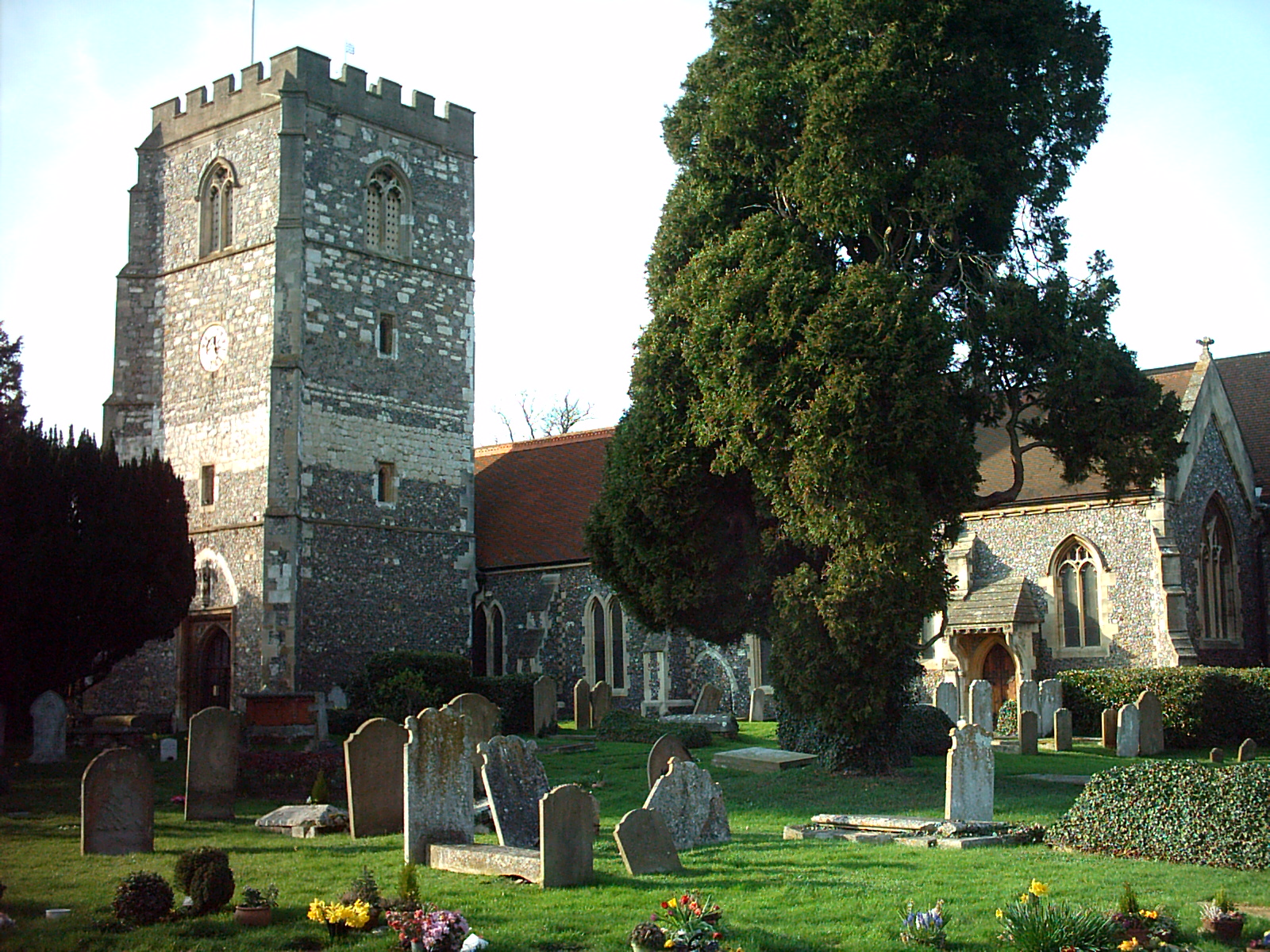
A Igreja de São Miguel, em Bray

Bray, também conhecida como Bray-on-Thames) é uma vila na paróquia civil de mesmo nome, no condado de Berkshire na Inglaterra, às marges do rio Tâmisa. É conhecida por ser mencionada na canção medieval O Vigário de Bray. A paróquia tem uma área de 2.498 hectares e uma população de 8,460 pelo censo de 2000.
Em 2008 a vila contava com dois restaurantes com três estrelas listados no Guia Michelin.